# ريتر كوليت
ريتر كوليت (بالإنجليزية: Ritter Collett)‏ هو كاتب حول الرياضة وصحفي أمريكي، ولد في 14 يونيو 1921، وتوفي في 26 سبتمبر 2001.